# Fórmula tangente de meio ângulo
Na trigonometria, as fórmulas de tangente de meio ângulo relacionam a tangente de metade de um ângulo às funções trigonométricas de todo o ângulo. Entre estas estão as seguintes
{\displaystyle {\begin{aligned}\tan \left({\frac {\eta \pm \theta }{2}}\right)&={\frac {\sin \eta \pm \sin \theta }{\cos \eta +\cos \theta }}=-{\frac {\cos \eta -\cos \theta }{\sin \eta \mp \sin \theta }},\\[10pt]\tan \left(\pm {\frac {\theta }{2}}\right)&={\frac {\pm \sin \theta }{1+\cos \theta }}={\frac {\pm \tan \theta }{\sec \theta +1}}={\frac {\pm 1}{\csc \theta +\cot \theta }},&&(\eta =0)\\[10pt]\tan \left(\pm {\frac {\theta }{2}}\right)&={\frac {1-\cos \theta }{\pm \sin \theta }}={\frac {\sec \theta -1}{\pm \tan \theta }}=\pm (\csc \theta -\cot \theta ),&&(\eta =0)\\[10pt]\tan \left({\frac {1}{2}}(\theta \pm {\frac {\pi }{2}})\right)&={\frac {1\pm \sin \theta }{\cos \theta }}=\sec \theta \pm \tan \theta ={\frac {\csc \theta \pm 1}{\cot \theta }},&&(\eta ={\frac {\pi }{2}})\\[10pt]\tan \left({\frac {1}{2}}(\theta \pm {\frac {\pi }{2}})\right)&={\frac {\cos \theta }{1\mp \sin \theta }}={\frac {1}{\sec \theta \mp \tan \theta }}={\frac {\cot \theta }{\csc \theta \mp 1}},&&(\eta ={\frac {\pi }{2}})\\[10pt]{\frac {1-\tan(\theta /2)}{1+\tan(\theta /2)}}&=\pm {\sqrt {\frac {1-\sin \theta }{1+\sin \theta }}}\\[10pt]\tan {\frac {\theta }{2}}&=\pm {\sqrt {\frac {1-\cos \theta }{1+\cos \theta }}}\end{aligned}}}
Destas, podemos derivar identidades que expressam seno, cosseno e tangente como funções de tangentes de semi-ângulos:
{\displaystyle {\begin{aligned}\sin \alpha &={\frac {2\tan {\dfrac {\alpha }{2}}}{1+\tan ^{2}{\dfrac {\alpha }{2}}}}\\[7pt]\cos \alpha &={\frac {1-\tan ^{2}{\dfrac {\alpha }{2}}}{1+\tan ^{2}{\dfrac {\alpha }{2}}}}\\[7pt]\tan \alpha &={\frac {2\tan {\dfrac {\alpha }{2}}}{1-\tan ^{2}{\dfrac {\alpha }{2}}}}\end{aligned}}}

## Verificação

### Provas algébricas
Use fórmulas de ângulo duplo e sin2 α + cos2 α = 1,
{\displaystyle \sin \alpha =2\sin {\frac {\alpha }{2}}\cos {\frac {\alpha }{2}}={\frac {2\sin {\frac {\alpha }{2}}\cos {\frac {\alpha }{2}}}{\cos ^{2}{\frac {\alpha }{2}}+\sin ^{2}{\frac {\alpha }{2}}}}={\frac {2{\frac {\sin {\frac {\alpha }{2}}}{\cos {\frac {\alpha }{2}}}}{\frac {\cos {\frac {\alpha }{2}}}{\cos {\frac {\alpha }{2}}}}}{{\frac {\cos ^{2}{\frac {\alpha }{2}}}{\cos ^{2}{\frac {\alpha }{2}}}}+{\frac {\sin ^{2}{\frac {\alpha }{2}}}{\cos ^{2}{\frac {\alpha }{2}}}}}}={\frac {2\tan {\frac {\alpha }{2}}}{1+\tan ^{2}{\frac {\alpha }{2}}}}}
{\displaystyle \cos \alpha =\cos ^{2}{\frac {\alpha }{2}}-\sin ^{2}{\frac {\alpha }{2}}={\frac {\cos ^{2}{\frac {\alpha }{2}}-\sin ^{2}{\frac {\alpha }{2}}}{\cos ^{2}{\frac {\alpha }{2}}+\sin ^{2}{\frac {\alpha }{2}}}}={\frac {{\frac {\cos ^{2}{\frac {\alpha }{2}}}{\cos ^{2}{\frac {\alpha }{2}}}}-{\frac {\sin ^{2}{\frac {\alpha }{2}}}{\cos ^{2}{\frac {\alpha }{2}}}}}{{\frac {\cos ^{2}{\frac {\alpha }{2}}}{\cos ^{2}{\frac {\alpha }{2}}}}+{\frac {\sin ^{2}{\frac {\alpha }{2}}}{\cos ^{2}{\frac {\alpha }{2}}}}}}={\frac {1-\tan ^{2}{\frac {\alpha }{2}}}{1+\tan ^{2}{\frac {\alpha }{2}}}}}
tomando o quociente da fórmula para produtos de seno e cosseno
{\displaystyle \tan \alpha ={\frac {2\tan {\frac {\alpha }{2}}}{1-\tan ^{2}{\frac {\alpha }{2}}}}}
Combinando a identidade pitagórica {\displaystyle \cos ^{2}\alpha +\sin ^{2}\alpha =1}  com a fórmula de ângulo duplo para o cosseno,  {\displaystyle \cos 2\alpha =\cos ^{2}\alpha -\sin ^{2}\alpha =1-2\sin ^{2}\alpha =2\cos ^{2}\alpha -1}, 
reorganizando, e tomando as raízes quadradas produz 
{\displaystyle |\sin \alpha |={\sqrt {\frac {1-\cos 2\alpha }{2}}}}  e  {\displaystyle |\cos \alpha |={\sqrt {\frac {1+\cos 2\alpha }{2}}}}
que, mediante divisão, dá
{\displaystyle |\tan \alpha |={\frac {\sqrt {1-\cos 2\alpha }}{\sqrt {1+\cos 2\alpha }}}} = {\displaystyle {\frac {{\sqrt {1-\cos 2\alpha }}{\sqrt {1+\cos 2\alpha }}}{1+\cos 2\alpha }}} = {\displaystyle {\frac {\sqrt {1-\cos ^{2}2\alpha }}{1+\cos 2\alpha }}} = {\displaystyle {\frac {|\sin 2\alpha |}{1+\cos 2\alpha }}}
ou alternativamente 
{\displaystyle |\tan \alpha |={\frac {\sqrt {1-\cos 2\alpha }}{\sqrt {1+\cos 2\alpha }}}} = {\displaystyle {\frac {1-\cos 2\alpha }{{\sqrt {1+\cos 2\alpha }}{\sqrt {1-\cos 2\alpha }}}}} = {\displaystyle {\frac {1-\cos 2\alpha }{\sqrt {1-\cos ^{2}2\alpha }}}} = {\displaystyle {\frac {1-\cos 2\alpha }{|\sin 2\alpha |}}}.

Além disso, usando as fórmulas de adição e subtração de ângulos para o seno e o cosseno, obtém-se:
{\displaystyle \cos(a+b)=\cos a\cos b-\sin a\sin b}
{\displaystyle \cos(a-b)=\cos a\cos b+\sin a\sin b}
{\displaystyle \sin(a+b)=\sin a\cos b+\cos a\sin b}
{\displaystyle \sin(a-b)=\sin a\cos b-\cos a\sin b}
A adição pareada das quatro fórmulas acima produz:
{\displaystyle {\begin{aligned}\sin(a+b)+\sin(a-b)&=\sin a\cos b+\cos a\sin b+\sin a\cos b-\cos a\sin b\\&=2\sin a\cos b\\[3pt]\cos(a+b)+\cos(a-b)&=\cos a\cos b-\sin a\sin b+\cos a\cos b+\sin a\sin b\\&=2\cos a\cos b\end{aligned}}}
Configurando {\displaystyle a={\frac {p+q}{2}}} e {\displaystyle b={\frac {p-q}{2}}} e substituindo produzimos:
{\displaystyle {\begin{aligned}\sin \left({\frac {p+q}{2}}+{\frac {p-q}{2}}\right)+\sin \left({\frac {p+q}{2}}-{\frac {p-q}{2}}\right)&=\sin(p)+\sin(q)\\&=2\sin \left({\frac {p+q}{2}}\right)\cos \left({\frac {p-q}{2}}\right)\\[6pt]\cos \left({\frac {p+q}{2}}+{\frac {p-q}{2}}\right)+\cos \left({\frac {p+q}{2}}-{\frac {p-q}{2}}\right)&=\cos(p)+\cos(q)\\&=2\cos \left({\frac {p+q}{2}}\right)\cos \left({\frac {p-q}{2}}\right)\end{aligned}}}
Dividindo a soma dos senos pela soma dos cossenos, chega-se a:
{\displaystyle {\frac {\sin(p)+\sin(q)}{\cos(p)+\cos(q)}}={\frac {2\sin \left({\frac {p+q}{2}}\right)\cos \left({\frac {p-q}{2}}\right)}{2\cos \left({\frac {p+q}{2}}\right)\cos \left({\frac {p-q}{2}}\right)}}=\tan \left({\frac {p+q}{2}}\right)}